# باول ر. وليامز
باول ر. وليامز (بالإنجليزية: Paul R. Williams)‏ هو محامي وعالم سياسة أمريكي، ولد في 15 فبراير 1975.